# Röhl
Röhl ist eine Ortsgemeinde im Eifelkreis Bitburg-Prüm in Rheinland-Pfalz. Sie gehört der Verbandsgemeinde Bitburger Land an.

## Geographische Lage
Röhl liegt in der Südwesteifel, etwa 5 km südöstlich des Zentrums der Kreisstadt Bitburg. Der äußerste Osten des Gemeindegebietes wird von der Kyll durchflossen, im Nordwesten wird die Grenze vom Flugplatz Bitburg gebildet. Von der mit 10,65 km² recht großen Gemarkung Röhls wird mit 50 % ein vergleichsweise geringer Anteil landwirtschaftlich genutzt, 41 % sind von Wald bestanden. Zu Röhl gehören auch die Wohnplätze Altheiderhof, Freudershöfe, Gaststätte Moltkeburg, Neuer Pfalzkyllerhof und Pfalzkyll.

## Geschichte
Von einer sehr frühen Besiedelung des Gemeindegebietes zeugen mehrere Funde von Steinbeilen aus der Jungsteinzeit. Auch aus der Römerzeit sind zahlreiche Überreste vorhanden, unter anderem wurde eine frühere Eisenschmelze nachgewiesen.
Im Bereich von Grabstätten fand man 1953 südöstlich von Röhl zwei römische Brandgräber aus der ersten Hälfte des 2. Jahrhunderts n. Chr. Diese wurden beim Verlegen einer Ölleitung zerstört. Dennoch fand man einige Beigaben. Hierzu zählen ein kugeliges Glasfläschchen mit Delphinhenkeln, eine achtförmige Tonlampe und zwei Asses des Trajan aus dem zweiten Grab. Ferner entdeckte man ein Hügelgräberfeld nordöstlich von Röhl in Höhenlage. Bisher wurden keine Untersuchungen durchgeführt, weshalb auch noch keine zeitliche Einordnung existiert. Man entdeckte lediglich bei einer Begehung sichtbare Wegerinnen. Diese lassen auf einen größeren Umfang des Gräberfeldes und somit möglicherweise auf eine Nekropole schließen. Schließlich entdeckte man noch eine weitere Grabhügelnekropole nördlich von Mötsch.
Laut Schulchronik von Röhl aus dem Jahre 1886 (zitiert nach Steinhausen) sollen im 19. Jahrhundert ca. 1200 m nördlich des Ortes, dicht westlich der damaligen Straße nach Mötsch, „die Fundamente eines kleinen viereckigen Häuschens mit Römermauern und Ziegeln und Scherben von Töpfen verschiedener Größe; ferner eine Menge römischer Kupfermünzen“ gefunden worden sein. Die beschriebene Fundstelle befindet sich in Höhenlage dicht westlich des ältereisenzeitlichen Grabhügelfeldes und ca. 200 bis 300 m südöstlich einer römischen Siedlung. Wahrscheinlich handelte es sich um eine kleine Tempelanlage. Die Fundstelle liegt heute dicht südlich des militärischen Flughafengeländes.
634 wird Röhl, sowie die Orte Welschbillig, Newel und Sülm mit ihren Kirchen und Zugehörungen von König Dagobert I. (Herrschaft: 622 bis 638, Trier-Aufenthalt: 624 bis 625) der Kirche des heiligen Paulinus (Paulinstift Trier) geschenkt. Zu dieser Zeit war Modoald Bischof von Trier. 981 wird diese Schenkung in einer Urkunde des Erzbischofs Egbert von Trier (Bischof von 977 bis 993) erwähnt. Röhl wird in der genannten Urkunde erstmals unter dem Namen „Rula“ genannt.
Ende des 18. Jahrhunderts gehörte Röhl zum kurtrierischen Amt Welschbillig. Die Inbesitznahme des Linken Rheinufers durch französische Revolutionstruppen beendete die alte Ordnung. Der Ort wurde von 1798 bis 1814 Teil der Französischen Republik (bis 1804) und anschließend des Französischen Kaiserreichs, zugeordnet der Mairie Idenheim im Kanton Pfalzel des Arrondissements Trier im Saardépartement. Nach der Niederlage Napoleons kam Röhl aufgrund der 1815 auf dem Wiener Kongress getroffenen Vereinbarungen zum Königreich Preußen und gehörte nun zum Kreis Bitburg des Regierungsbezirks Trier, der 1822 Teil der neu gebildeten preußischen Rheinprovinz wurde. Aus der Mairie wurde die Bürgermeisterei Idenheim, die ab 1860 von der Bürgermeisterei (später Amt) Bitburg-Land in Personalunion mit verwaltet wurde und schließlich 1929 in sie aufging.
Als Folge des Ersten Weltkriegs war die gesamte Region dem französischen Abschnitt der Alliierten Rheinlandbesetzung zugeordnet. Nach dem Zweiten Weltkrieg wurde Röhl innerhalb der französischen Besatzungszone Teil des damals neu gebildeten Landes Rheinland-Pfalz. Im Zuge der rheinland-pfälzischen Kommunalreform wurde der Ort 1969 der Verbandsgemeinde Bitburg-Land zugeordnet, die wiederum zum 1. Juli 2014 in die Verbandsgemeinde Bitburger Land aufging.
Statistik zur Einwohnerentwicklung
Die Entwicklung der Einwohnerzahl von Röhl, die Werte von 1871 bis 1987 beruhen auf Volkszählungen:
| Jahr | Einwohner |
| ---- | --------- |
| 1815 | 372       |
| 1835 | 555       |
| 1871 | 547       |
| 1905 | 508       |
| 1939 | 553       |
| 1950 | 525       |

| Jahr | Einwohner |
| ---- | --------- |
| 1961 | 536       |
| 1970 | 525       |
| 1987 | 482       |
| 2005 | 438       |
| 2011 | 425       |
| 2017 | 438       |

## Politik

### Gemeinderat
Der Gemeinderat in Röhl besteht aus acht Ratsmitgliedern, die bei der Kommunalwahl am 9. Juni 2024 in einer Mehrheitswahl gewählt wurden, und dem ehrenamtlichen Ortsbürgermeister als Vorsitzendem.

### Bürgermeister
Bruno Wallenborn wurde am 18. Juni 2019 Ortsbürgermeister von Röhl. Da bei der Direktwahl am 26. Mai 2019 kein gültiger Wahlvorschlag eingereicht wurde, oblag die Neuwahl des Bürgermeisters gemäß rheinland-pfälzischer Gemeindeordnung dem Rat, der sich für Wallenborn entschied. Auch bei der Direktwahl am 9. Juni 2024 wurde kein Wahlvorschlag eingereicht. Bruno Wallenborn wurde daher vom neu gewählten Gemeinderat auf seiner konstituierenden Sitzung am 5. September 2024 für weitere fünf Jahre in seinem Amt bestätigt.
Sein Vorgänger war Matthias Gehenzig.

### Wappen
| Wappen von Röhl |
| Wappenbegründung: Das Wappen stellt eine von einem Halbkreis mit rotem gespreizten Kreuz und drei Kreuzesnägeln geschlossene Erdkugel in goldenem Schild dar. Diese symbolisiert das Gerichts- und Schöffensiegel, das von dem bis ins 18. Jahrhundert in Röhl ansässigen Gericht verwendet wurde. |

## Sehenswürdigkeiten
Die katholische Kirche St. Martin wurde 1813 auf einer der insgesamt sieben römischen Siedlungsreste der Gemarkung errichtet und ist heute eine Filialkirche der Pfarrei Sülm. Sehenswert sind darüber hinaus mehrere denkmalwerte alte Bauernhäuser. Im nordöstlichen Gemeindegebiet liegt der Hof Pfalzkyll, ein ehemaliges Hofgut der Abtei Himmerod aus dem 18. Jahrhundert. Dort steht ein weiterer Sakralbau: eine Hofkapelle aus dem Jahre 1920/21.
Siehe auch: Liste der Kulturdenkmäler in Röhl

## Vereine
Zurzeit sind in der Ortsgemeinde mehrere Vereine ansässig. Der größte unter ihnen ist der Musikverein „Eifelland“ Röhl, gefolgt vom FC Röhl 1957 e. V., der Freiwilligen Feuerwehr Röhl und der Jugendgruppe Röhl. Neben diesen Vereinen gibt es noch den Förderverein der Ortsgemeinde, die Karnevalsgesellschaft Schwarz Weiß Röhl sowie den Herrenclub Röhl.

## Persönlichkeiten
- Hans Zeimentz (* 1939), Moraltheologe, in Röhl geboren